# Claude Haffner
Claude Haffner (árabe: كلود هافنر; nacida en 1976) es una directora y productora franco-congoleña enfocada en películas documentales.

## Biografía
Haffner nació en 1976 en Kinsasa, capital del Zaire (actualmente República Democrática del Congo) de padre francés y madre congoleña. Su padre, Pierre Haffner, fue también investigador y conferencista de cine en el Centro Cultural Francés de Kinsasa, lo que influyó en ella para iniciar su carrera cinematográfica. Su madre, Sudila Mwembe, es oriunda del Zaire. A temprana edad, se fue a Francia con su familia y creció en Alsacia con su hermano Frédéric Haffner. Tras la muerte de su padre en 2000, decidió regresar al Congo con su madre para conocer a su familia congoleña.
De 1994 a 1999, estudió Historia y Cine y Audiovisuales en la Universidad de Estrasburgo. En 2005, completó su maestría en la Universidad de la Sorbona.

## Carrera profesional
En 2000, trabajó como supervisora de guion del cortometraje La fourchette. Se incorporó como asistente de producción en 'Canal +', donde pudo trabajar con Agnès Varda en el montaje de la película Les Glaneurs et la Glaneuse. Después de la película, desarrolló interés por dirigir documentales. En 2002, realizó un curso de formación en cine documental en Altermédia (centro de formación de Saint-Denis). Durante este período, entrevistó a su madre que vivía en Brunstatt sobre su país, su familia y su historia.
En 2004 dirigió el documental La Canne musicale, un paseo con el cineasta y etnógrafo francés Jean Rouch, unos días antes de su muerte.
En 2005, después de dos años de investigación sobre el cine africano, realizó el documental D'une fleur double et de 4000 autres. El mismo año, se mudó a Sudáfrica. En 2009, trabajó como directora de producción e investigadora en el docudrama The Manuscripts of Timbuktu de Zola Maseko y By Any Means Needed de Ramadan Suleman. Continuó trabajando y enseñando sobre cine africano en dos escuelas de cine con sede en Johannesburgo: AFDA, The School for the Creative Economy (AFDA) y Big Fish School of Digital Filmmaking. En 2011 volvió a Francia para realizar su documental Noire ici, blanche là-bas.

## Filmografía
| Año  | Título                                                                              | Rol                        | Tipo                | Ref.  |
| ---- | ----------------------------------------------------------------------------------- | -------------------------- | ------------------- | ----- |
| 2000 | La fourchette (El tenedor)                                                          | Supervisora de guion       | Cortometraje        | [ 5 ] |
| 2002 | Ko Bongisa Mutu (Organiza tu cabeza)                                                | Directora, escritora       | documental          | [ 6 ] |
| 2000 | À fleur de peau (A flor de piel)                                                    | Supervisora de continuidad | Cortometraje        | [ 7 ] |
| 2003 | Remue-ménage dans le tertiaire (Un revuelo en el sector terciario)                  | Directora, escritora       | documental          |       |
| 2004 | La parole est une fenêtre (La palabra es una ventana)                               | Directora, escritora       | documental          |       |
| 2004 | Défilé Célianthe (Desfile de Celianthe)                                             | Directora, escritora       | documental          |       |
| 2004 | La Canne musicale (Musical La Cane)                                                 | Directora, escritora       | documental          |       |
| 2005 | D’une fleur double et de quatre mille autres (De una flor doble y otras cuatro mil) | Directora, escritora       | documental          |       |
| 2005 | En prépa (En preparación)                                                           | Directora, escritora       | documental          |       |
| 2009 | The Manuscripts of Timbuktu                                                         | Jefa de producción         | docudrama           | [ 8 ] |
| 2009 | By Any Means Necessary                                                              | Jefa de producción         | docudrama           |       |
| 2010 | Ce soir (ou jamais!) (¡Esta noche o jamás!)                                         | Ella misma                 | Serie de televisión | [ 5 ] |
| 2011 | Negro aquí, blanco allá)                                                            | Directora, escritora       | documental          | [ 9 ] |